# Yan-Tcheshmeh
Yan-Tcheshmeh (en persan : یان‌چشمه Yân-Češme) est une localité de la préfecture de Ben, dans la province de Tchaharmahal-et-Bakhtiari en Iran.